# Братская могила рабочих Старых промыслов
Памятник на братской могиле рабочих Старых промыслов, погибших во время расстрела 19 июня (2 июля) 1907 года в Грозненском районе был установлен в 1977 году.

## История
19 июня (2 июля) 1907 года в Грозном полицией и казаками был расстрелян митинг рабочих, требовавших освобождения товарищей, арестованных за революционную пропаганду. На месте погибли 11 человек, ещё 23 были тяжело ранены. Погибшие были похоронены в братской могиле. В 1977 году было произведено перезахоронение погибших близ районного Дома культуры. На могиле была установлена бетонная трёхступенчатая стела. Лицевая сторона стелы покрыта мраморными плитами. На стеле установлен металлический барельеф, изображающий рабочего, разрывающего цепи. Под барельефом надпись: «Борцам за власть Советов». На основании высечена надпись (имена погибших не сохранились):
Член РСДРП Андреев. Убит 2/VII 1907.

Член РСДРП Ляховский. Убит 2/VII 1907.

Член РСДРП Ковалев. Убит 2/VII 1907.
Стела была открыта 4 ноября 1977 года. Памятник признан объектом культурного наследия.